# Muhàmmad V del Marroc
Muhàmmad V ibn Yússuf ibn al-Hàssan ibn Muhàmmad ibn Abd-ar-Rahman ibn Hixam ibn Muhàmmad ibn Abd-Al·lah ibn Idmaïl ibn aix-Xarif ibn Alí al-Alawí (àrab: محمد الخامس بن يوسف بن الحسن بن محمد بن عبد الرحمن بن هشام بن محمد بن عبد الله بن إسماعيل بن الشريف بن علي العلوي, Muḥammad al-Ḫāmis b. Yūsuf b. al-Ḥasan b. Muḥammad b. ʿAbd ar-Raḥmān b. Hixām b. ʿAbd Allāh b. Ismāʿīl b. ax-Xarīf b. ʿAlī al-ʿAlawī), també conegut com sidi Mohammed ben Youssef (àrab: سيدي محمد بن يوسف, sīdī Muḥammad ibn Yūsuf) (Fes, 10 d'agost de 1909 - Rabat, 26 de febrer de 1961), va ser sultà del Marroc del 1927 al 1953, de nou el 1955, en tornar de l'exili, i rei del 1957 al 1961. Va succeir el seu pare mulay Yusuf després de la seva mort i pertanyia a la dinastia alauita.

## Biografia

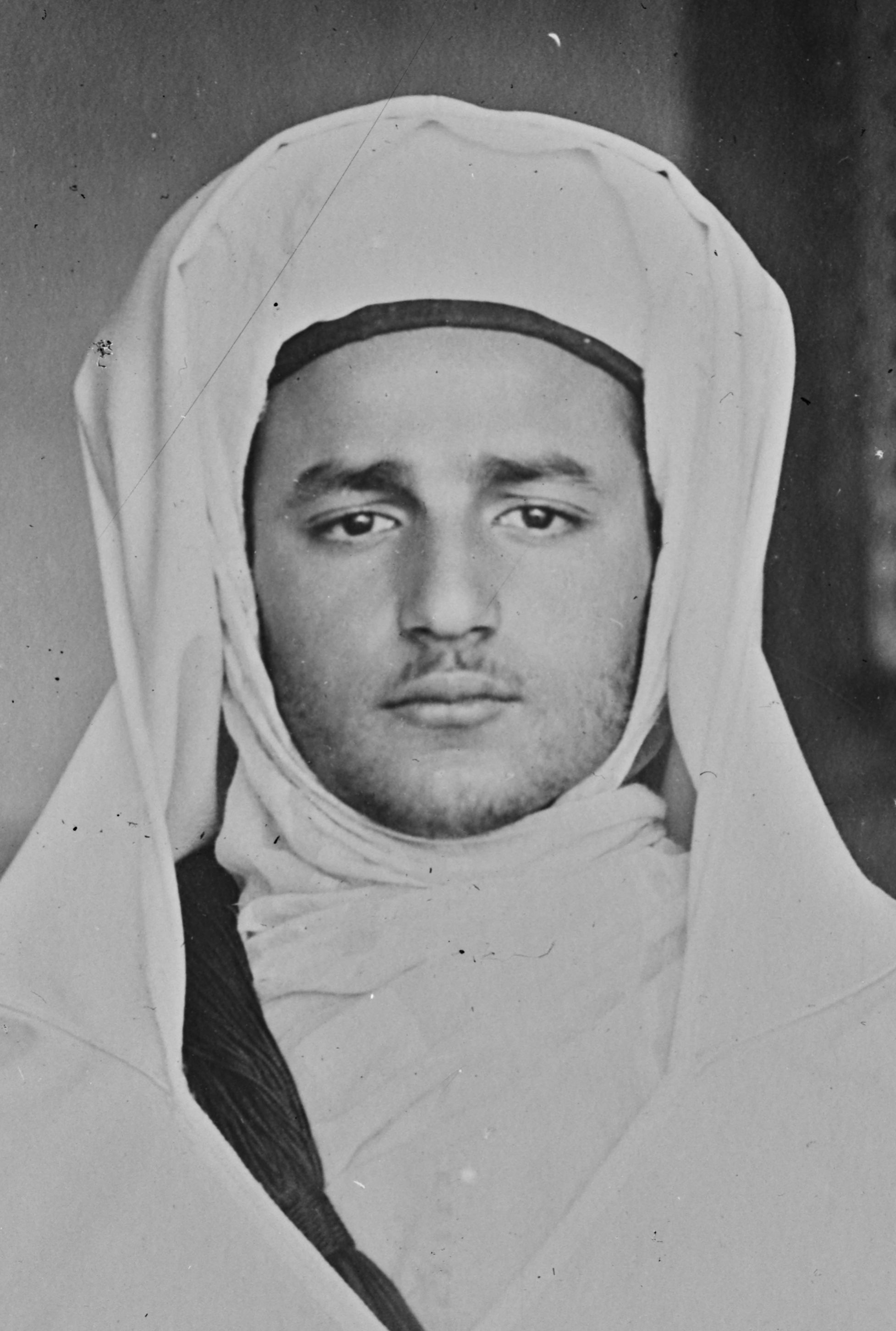
Un retrat del jove Sidi Muhàmmad ben Yusef al-Alawi fet per Marcelin Flandrin per a l'Agence Rol

### Primers anys (1909-1927)
Muhàmmad ibn Yússuf va néixer el 10 d'agost de 1909 a Fes, i era el més petit de tres germans. El març de 1912 es va signar el Tractat de Fes, que va convertir el Marroc en un protectorat francès després d'una invasió francesa des de l'oest i l'est, que va provocar una eventual presa de la capital, Fes. Mentre que el pare de Muhàmmad V, Mulay Yusuf, va passar la major part del seu temps a la nova capital, Rabat, Muhàmmad va passar la major part del seu temps al Palau reial de Fes, on va rebre educació a la manera tradicional marroquina, lliçons religioses àrabs. No obstant això, Muhàmmad també va aprendre la llengua francesa, que no dominava, ja que era necessari comunicar-se amb les autoritats franceses.

### Inici del seu regnat (1927-1939)

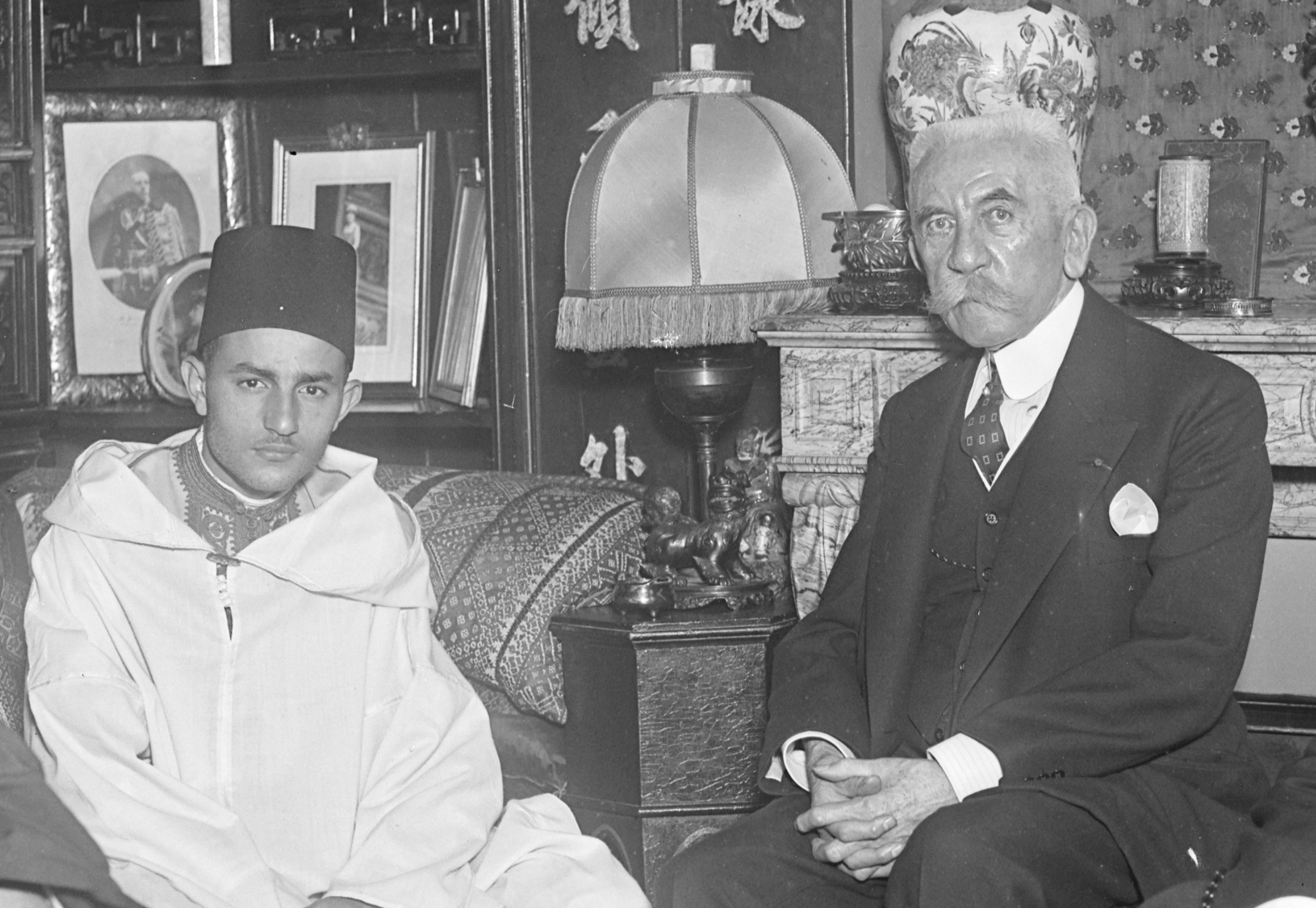
El jove soldà assegut amb l'antic résident général francès, Hubert Lyautey, el 1930.

Muhàmmad V era un dels fills del sultà Yusuf, que va ser entronitzat pels francesos el setembre de 1912 i la seva esposa Yaqut. El 18 de novembre de 1927, un «jove i tímid» Muhàmmad ibn Yússuf de 17 anys va ser entronitzat després de la mort del seu pare i la marxa d'Hubert Lyautey.

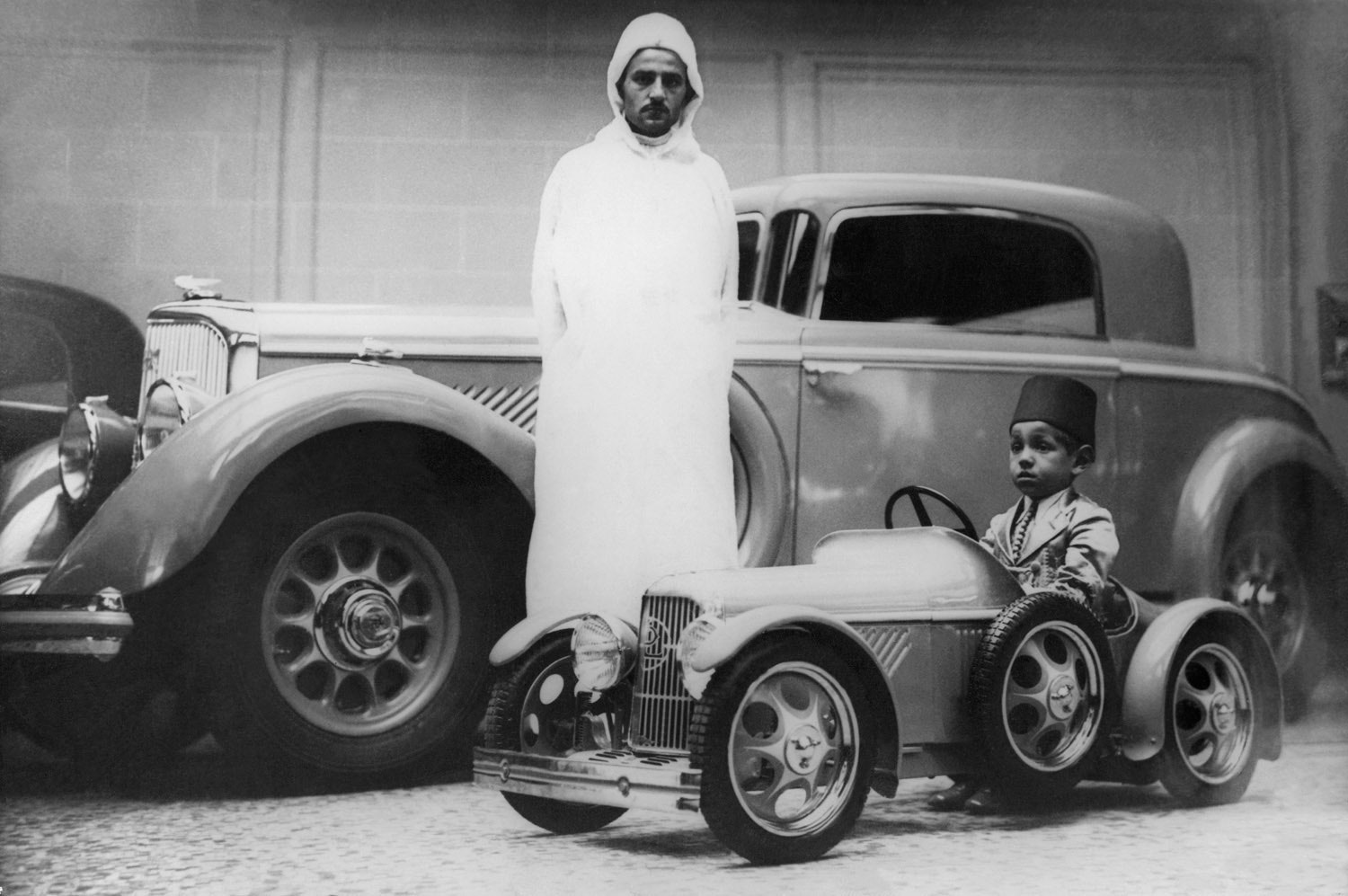
El sultà Sidi Muhàmmad V amb el seu fill, el futur rei Hassan II, en una rèplica de Panhard, 1930

Es va casar amb Hanila bint Mamoun el 1925 i el 1928 es va casar amb Abla bint Tahar, aquest últim va donar a llum a Hassan II el 1929. Finalment es va casar amb Bahia bint Antar.

### Durant la Segona Guerra Mundial (1939-1945)
En el moment de l'entronització de Muhàmmad, les autoritats colonials franceses «impulsaven una 'política nativa' més assertiva». El 16 de maig de 1930, el sultà Muhàmmad V va signar el Dahir berber, que va canviar el sistema legal a algunes parts del Marroc on es parlaven principalment les llengües berbers (Bled es-Siba), mentre que el sistema legal a la resta del país (Bled al-Makhzen) es va mantenir com abans de la invasió francesa. Tot i que el soldà no estava sota coacció, només tenia 20 anys. Aquest dhahir «va electrificar la nació»; va ser durament criticat pels nacionalistes marroquins i va catalitzar el Moviment nacionalista marroquí.
El sultà Muhàmmad V va participar en la Conferència d'Anfa organitzada a Casablanca durant la Segona Guerra Mundial. El 22 de gener de 1943 es va reunir en privat amb el president dels Estats Units Franklin Delano Roosevelt i el primer ministre del Regne Unit Winston Churchill. En aquest sopar, Roosevelt va assegurar al soldà que "l'escena de la postguerra i l'escena d'abans de la guerra... diferirien molt, sobretot pel que es relacionaven amb la qüestió colonial". El fill de 14 anys del soldà i futur rei del Marroc, Hassan II, també hi va assistir i més tard va declarar que Roosevelt va dir: «D'aquí a deu anys el vostre país serà independent».
«Hi ha relats contradictoris sobre el que va fer o no Muhàmmad V exactament per la comunitat jueva marroquina» durant l'Holocaust. No obstant això, «tot i que és un tema de debat, la majoria dels estudiosos subratllen la benevolència de Muhàmmad V envers els jueus» durant l'època de Vichy. Muhàmmad es va negar a signar els esforços dels funcionaris de Vichy per imposar una legislació antijueva al Marroc i deportar els 250.000 jueus del país a la seva mort als camps de concentració nazis i camps d'extermini a Europa. La postura del soldà es basava «tant en l'insult que els dictats de Vichy van plantejar a la seva reivindicació de sobirania sobre tots els seus súbdits, inclosos els jueus, com en els seus instints humanitaris». Al Marroc es van promulgar mesures parcials de raça nazi per l'objecció de Muhàmmad i aquest va signar, seguint les instruccions dels funcionaris de Vichy, dos decrets que prohibien als jueus l'accés a determinades escoles i càrrecs.
No obstant això, Muhàmmad és molt estimat pels jueus marroquins que li atribueixen la protecció de la seva comunitat del govern nazi i francès de Vichy, i Muhàmmad V ha estat honrat per organitzacions jueves pel seu paper en la protecció dels seus súbdits jueus durant l'Holocaust. Alguns historiadors sostenen que el paper antinazi de Muhàmmad ha estat exagerat; L'historiador Michel Abitol escriu que, mentre que Muhàmmad V es va veure obligat pels funcionaris de Vichy a signar els dahirs antijueus, «era més passiu que Moncef Bay (governant de Tunísia durant la Segona Guerra Mundial) perquè no va prendre cap partit i no va fer-ho, participant en qualsevol acte públic que es pugui interpretar com un rebuig a la política de Vichy».

### Lluita per la independència (1945-1953)

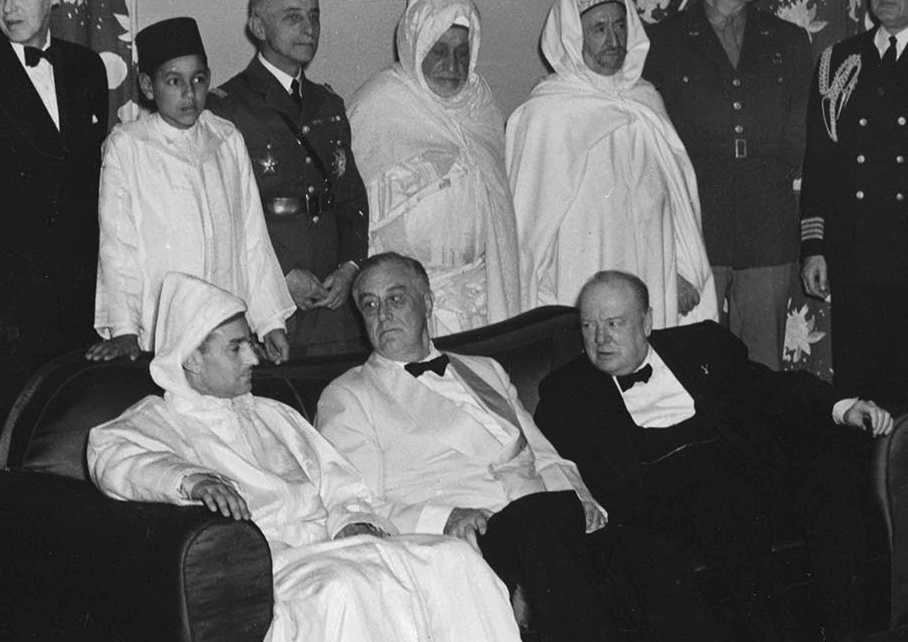
El príncep Hassan es troba darrere el sultà Muhàmmad V assegut amb Franklin D. Roosevelt i Winston Churchill durant la Conferència de Casablanca de 1943.

El sultà Muhàmmad V va ser una figura central del moviment independentista al Marroc, o com també s'anomena: la Revolució del Rei i el Poble (ثورة الملك والشعب). Aquest moviment nacionalista marroquí va sorgir de les protestes pel dahir berber del 16 de maig de 1930. Va ser crític amb els primers moviments de reforma de l'administració colonial francesa al Marroc abans de convertir-se en un partidari de la independència més tard.
La seva posició central en la Proclamació d'Independència del Marroc va potenciar encara més la seva imatge com a símbol nacional. Els dies 9 i 10 d'abril de 1947, va pronunciar dos discursos transcendentals respectivament a la Mendoubia i la Gran Mesquita de Tànger, conjuntament coneguts com el Discurs de Tànger, cridant a la independència del Marroc sense citar potències colonials específiques.

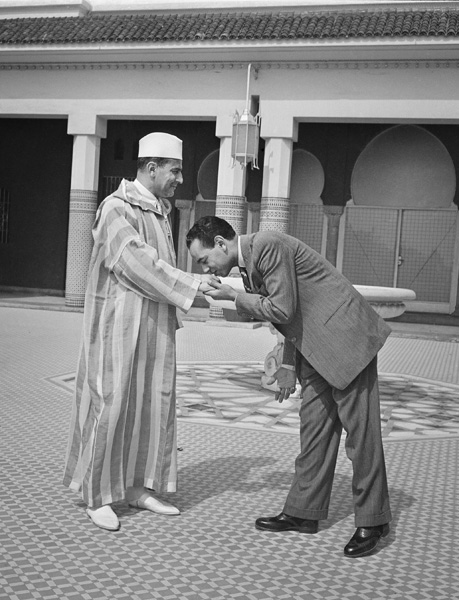
Moulay Hassan i el seu pare, el sultà Muhàmmad V el 1950

El 1947, el ràpid progrés del moviment nacionalista va portar a Sidi Muhàmmad a reclamar la independència per primera vegada durant el discurs de Tànger, on també va demanar la unió dels àrabs i l'adhesió del Marroc a la Lliga Àrab que es va fundar el 1945, en la qual ha elogiat, ha destacat els estrets vincles entre el Marroc i la resta del món àrab. Aquest acostament entre la monarquia i el moviment nacionalista, els projectes del qual difereixen, s'explica, segons l'historiador Bernard Cubertafond, pel fet que «cada bàndol necessita l'altre: el moviment nacional veu la popularitat creixent del rei i el seu prudent però gradual. l'emancipació d'un protector que, de fet, va abandonar el tractat de 1912 per passar a l'administració directa; el rei no pot, excepte per desacreditar-se, separar-se d'un moviment nacionalista que aglutina les forces vives del seu país i l'elit de la seva joventut, i necessita aquest poder de protesta per imposar canvis a França».
A partir d'aleshores, les relacions es van tensar amb les autoritats franceses, en particular amb el nou general resident, el general Alphonse Juin, que va aplicar mesures severes i va pressionar el soldà perquè renegués l'Istiqlal i s'allunyés de les reivindicacions nacionalistes. La ruptura amb França es va consumar el 1951 i Sidi Muhàmmad va concloure amb els nacionalistes el pacte de Tànger per lluitar per la independència. El nomenament d'un nou general resident, el general Augustin Guillaume, va accentuar la dissensió entre Muhàmmad V i França. Més manifestacions es converteixen en disturbis al Marroc el 1952, sobretot a Casablanca, mentre Sidi Muhàmmad dona a la causa marroquina una audiència internacional a l'ONU amb el suport dels Estats Units.

### Deposició i exili (1953–1955)
El 20 d'agost de 1953 (vigília de la Festa del sacrifici), les autoritats colonials franceses van obligar a Muhàmmad V, un important símbol nacional del creixent moviment independentista marroquí, a exiliar-se a Còrsega juntament amb la seva família. El seu cosí germà un cop destituït, Muhammed ibn Arafa, anomenat «sultà francès», va ser nomenat monarca titella i col·locat al tron. En resposta, Muhammad Zarqtuni va bombardejar el Mercat Central de Casablanca la vigília de Nadal d'aquell any.

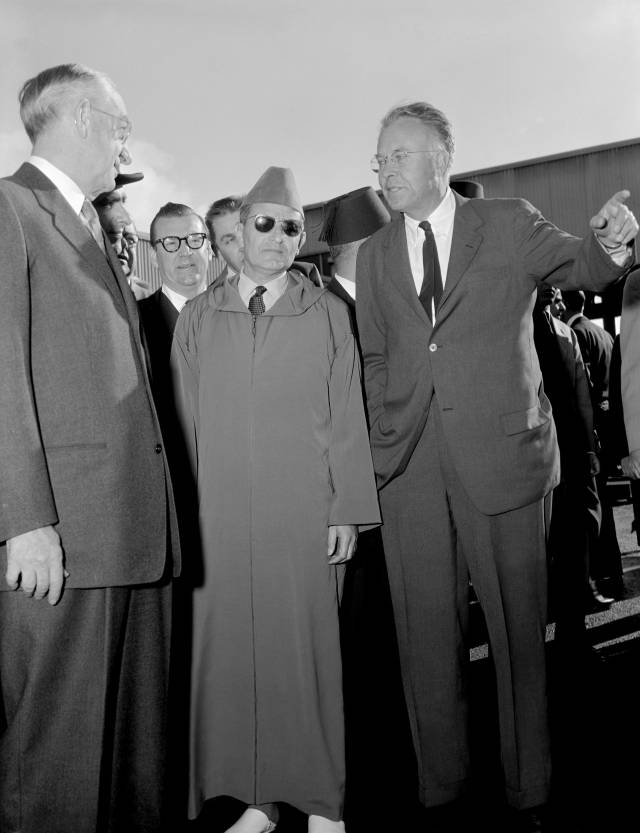
Rei Muhàmmad V del Marroc el 1957

Muhàmmad V i la seva família van ser traslladats a Madagascar el gener de 1954. Muhàmmad V va tornar de l'exili el 16 de novembre de 1955 i va ser novament reconegut com a sultà després de l'activa oposició al protectorat francès. La situació esdevé tan tensa que l'any 1955, els nacionalistes marroquins, que gaudien de suport a Líbia, Algèria (amb el FLN) i Egipte van obligar el govern francès a negociar i a revocar el sultà. El febrer de 1956 va negociar amb èxit amb França i Espanya la independència del Marroc.

### Després de la independència (1956-1961)
Muhàmmad V va donar suport al Front d'Alliberament Nacional d' Algèria (FLN) en la lluita per la independència d'Algeria i es va oferir a facilitar la participació dels líders del FLN en una conferència amb Habib Bourguiba a Tunis. El 22 d'octubre de 1956, les forces franceses van segrestar un avió marroquí que transportava líders del FLN durant la guerra d'Algèria en curs. L'avió, que transportava Ahmed Ben Bella, Hocine Aït Ahmed i Mohamed Boudiaf, estava destinat a partir de Palma cap a Tunis, però les forces franceses van redirigir el vol cap a l'Alger ocupat, on van ser detinguts els líders del FLN.
Quan Muhàmmad V va tornar al tron, va reprimir moltes insurreccions, especialment al sud i al Rif. L'any 1957, va prendre el títol de rei del Marroc, per simbolitzar la unitat del país malgrat les divisions entre àrabs i amazics. Pel que fa a la política interior, al seu retorn va permetre el primer congrés de l'Istiqlal, que va formar diferents governs sota el seu regnat. Va autoritzar la creació de sindicats, però el malestar i les vagues el porten a prendre ple poder en els darrers anys del seu regnat.
Durant el seu regnat, l'Exèrcit d'Alliberament Marroquí va fer la guerra contra Espanya i França, i va capturar amb èxit la major part d'Ifni, així com el cap Juby i parts del Sàhara Espanyol. Amb el tractat d'Angra de Cintra, el Marroc es va annexionar el cap Juby i els voltants d'Ifni, mentre que la resta de la colònia restant va ser cedida per Espanya el 1969

### La mort (1961)
Va morir als 51 anys d'edat el 26 de febrer de 1961 arran de les complicacions d'una intervenció menor a la qual s'havia sotmès.

## Nisba
La nisba de Muhàmmad V, que l'entronca amb Alí ibn Abi-Tàlib, cosí i gendre del profeta Mahoma, és Muhàmmad ibn Yússuf ibn al-Hàssan ibn Muhàmmad ibn Abd-ar-Rahman ibn Hixam ibn Muhàmmad ibn Abd-All·ah ibn Ismaïl ibn aix-Xarif ibn Alí ibn Muhàmmad ibn Alí ibn Yússuf ibn Alí ibn al-Hàssan ibn Muhàmmad ibn al-Hàssan ibn Qàssim ibn Muhàmmad ibn Abi-l-Qàssim ibn Muhàmmad ibn al-Hàssan ibn Abd-Al·lah ibn Muhàmmad ibn Arafa ibn al-Hàssan ibn Abi-Bakr ibn Alí ibn al-Hàssan ibn Àhmad ibn Ismaïl ibn al-Qàssim ibn Muhàmmad an-Nafs az-Zakiyya ibn Abd-Al·lah al-Kàmil ibn al-Hàssan al-Muthanna ibn al-Hàssan ibn Alí ibn Abi-Tàlib ibn Abd-al-Múttalib ibn Hàixim.

## Llegat
L'aeroport internacional Mohammed V, l'estadi Mohammed V i la plaça Mohammed V de Casablanca, la Universitat Mohammed V i l'Escola d'Enginyeria Mohammadia de Rabat porten el seu nom, així com nombroses universitats i espais públics arreu del Marroc. Hi ha una avinguda Muhàmmad V a gairebé totes les ciutats del Marroc i una de més important a Tunis, Tunísia, i a Alger, Algèria.
El desembre de 2007, The Jewish Daily Forward va informar sobre una iniciativa diplomàtica secreta del govern marroquí per fer admetre Muhàmmad V a Justos entre les Nacions.

## Vida personal
La seva primera dona va ser Hanila bint Mamoun. Es van casar el 1925. Era la mare de la seva primera filla, Fatima Zohra.
La seva segona esposa va ser la seva cosina germana Abla bint Tahar. Era filla de Muhàmmad Tahar ibn Hassan, fill de Hassan I del Marroc. Es va casar amb Muhàmmad V el 1928 i va morir a Rabat l'1 de març de 1992. Va donar a llum cinc fills: el futur rei Hassan II, Aisha, Malika, Abdallah i Nuzha.
La seva tercera esposa va ser Bahia bint Antar, mare de la seva última filla Amina.

## Honors

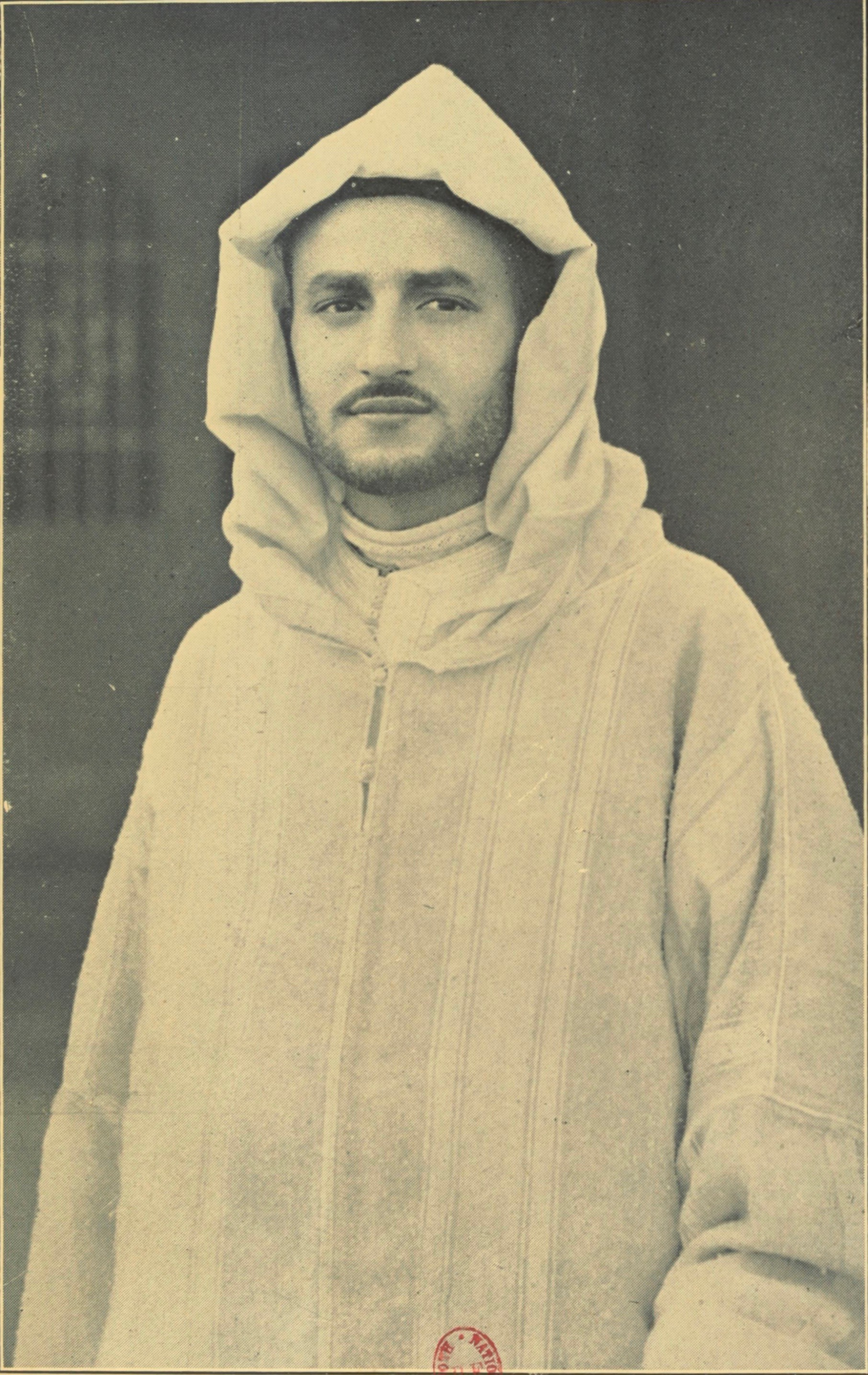
El sultà Muhàmmad V del Marroc amb jalaba l'any 1934

- Orde de la Sang de la República de Tunísia
- Gran Creu de la Legió d'Honor de la República Francesa (1927)
- Collar de l'orde de Carles III del Regne d'Espanya (1929)[26]
- Company de l'Orde de l'Alliberament de la República Francesa (1945)
- Comandant en cap de la Legió del Mèrit dels Estats Units (1945)
- Gran Collar de l'Orde Imperial del Jou i les Fletxes de l'Espanya franquista (3 d'abril de 1956)[27]
- Gran Collar de l'Orde d'Idrís I del Regne de Líbia (1956)
- Collar de l'Orde dels Haixemites del Regne de l'Iraq (1956)
- Gran Cordó de l'Orde dels Omeies de Síria (1960)
- Gran Cordó de l'Orde del Mèrit del Líban, classe especial (1960)
- Collar de l'Orde del Nil de la República d'Egipte (1960)
- Collar de l'Orde d'Al-Hussein ibn Ali de Jordània (1960)
- Gran Cordó de l'Orde del Rei Abdulaziz de l'Aràbia Saudita (1960)